# Pseudanaesthetis pakistana
Pseudanaesthetis pakistana là một loài bọ cánh cứng trong họ Cerambycidae.